# Curro Segura
Francisco Segura Gómez conocido como Curro Segura (Granada, España, 7 de abril de 1972) es un entrenador español de baloncesto que actualmente dirige al Kolossos Rodou BC de la A1 Ethniki.

## Trayectoria
Es un entrenador de baloncesto granadino que comenzó en clubs de su provincia natal como CB Albolote y CB Motril, ambos de Liga EBA. Tras pasar por CB Granada, CB Linense y CB Tenerife, en 2002 llega al Menorca Bàsquet de Liga LEB Oro con el que lograría el ascenso a Liga ACB en su tercera temporada como técnico en 2005.
Tras dirigir al Menorca Bàsquet en la temporada 2005-06 en la Liga ACB, en 2007 firma por el CAI Zaragoza de Liga LEB Oro, donde volvería a ser campeón de la Liga LEB Oro y ascender a Liga ACB en 2008.
En la temporada 2008-09 dirige al CAI Zaragoza en Liga ACB y en las siguientes temporadas se haría cargo del Obradoiro Club Amigos del Baloncesto y del CB Granada, también en Liga ACB.
En la temporada 2012-13, sería entrenador ayudante de Jasmin Repeša en el Unicaja Málaga.
En 2014 emprendería un periplo de varias experiencias en el extranjero donde dirigiría a la Selección de baloncesto de Kuwait, en China al Jilin Northeast Tigers, en Uruguay al Club Atlético Aguada y en Venezuela a los Gigantes de Guayana.
En la temporada 2017-18, regresa a España como entrenador ayudante de Pedro Martínez en el Saski Baskonia.
En 2018, firma por el Coosur Real Betis de la Liga LEB Oro, con el que vuelve a ser campeón y logra el ascenso a la Liga ACB en 2019. Curro dirige al conjunto sevillano en la temporada 2019-20 en Liga ACB.
En agosto de 2021, firma como entrenador del Ionikos Nikaias B.C. de la A1 Ethniki.
En marzo de 2022, firma como entrenador del AEK Atenas BC de la A1 Ethniki, hasta el final de la temporada.
El 19 de diciembre de 2022, firma por el San Pablo Burgos de la Liga LEB Oro.
El 23 de junio de 2023, firma por el Kolossos Rodou BC de la A1 Ethniki.

## Clubs
- 1994-96 : C.B. Oximeca Albolote (EBA).Entrenador ayudante.
- 1996-97 : C.B. Motril Costa Tropical (EBA).
- 1997-98 : Coviran Granada (EBA). Entrenador ayudante.
- 1998-99 : CB Granada (EBA Conferencia Sur)
- 1999-00 : C.B. Linense (EBA)
- 2000-01 : C.B. Linense (LEB II)
- 2001-02 : CB Tenerife  (LEB).
- 2002-03 : Menorca Bàsquet (LEB)
- 2003-2004 : Coinga Menorca (LEB)
- 2004-2005 : IBB Hoteles Menorca (LEB)
- 2005-2006 : Llanera Menorca (ACB)
- 2007-2008: CAI Zaragoza (LEB)
- 2008-2009: CAI Zaragoza (ACB)
- 2009-2010: Obradoiro Club Amigos del Baloncesto (ACB)
- 2010-2011: CB Granada (ACB)
- 2012-2013: Unicaja Málaga (ACB). Entrenador ayudante
- 2014: Selección de baloncesto de Kuwait
- 2014-2015: Jilin Northeast Tigers
- 2015: Club Atlético Aguada
- 2016: Gigantes de Guayana
- 2017-2018: Saski Baskonia (ACB) (Euroliga). Entrenador ayudante
- 2018-2020: Coosur Real Betis
- 2021-2022: Ionikos Nikaias B.C. (A1 Ethniki)[2]
- 2022: AEK Atenas BC (A1 Ethniki)[3]
- 2022-2023. San Pablo Burgos (Liga LEB Oro)[4]
- 2023-Actualidad. Kolossos Rodou BC (A1 Ethniki)

## Palmarés
- 2004-2005 : Subcampeón de la Liga LEB y de la Copa del Príncipe con el IBB HOTELS MENORCA, con quien logra el ascenso a la Liga ACB.
- 2007-2008 : Campeón de la Liga LEB con el CAI Zaragoza, con quien logra el ascenso a la Liga ACB.
- 2008 : Subcampeón de la Supercopa ACB
- 2018-2019: Campeón de la liga LEB ORO ascenso a la Liga ACB.
- 2019: Campeón de Copa de la Princesa de Asturias (Torneo de Copa para la Liga LEB ORO).